# 腎虛
肾虚在循證醫學是指一種與中國文化有關的精神障礙；在中國傳統医學里面指的是内分泌系统的免疫机能低下的一种症状。其症狀包括情緒焦慮、驚恐，及一系列軀體症狀，例如頭暈、背痛、疲勞、失眠、多夢。
中医的五行思想认为，肾脏主“水”，“肾为先天之本”，“肾藏精，主生长，发育，生殖”，“肾主纳气，肾主水液”，肾脏司膀胱、五官、牙齿、骨骼等，肾虚导致頻尿、性欲及精力减衰、耳鸣、身体虚弱、手足冰冷；循證醫學則視之為精神障礙，仍由害怕精氣（也指精液）損失過度，而把相關焦慮軀體化所致。
循證醫學對肾虚治療的探討仍很有限，不過仍有綜述把其視同印度的Dhat症候群看待，以此提出一些治療方法，包括提供性教育和心理教育、使用抗焦慮藥及抗抑鬱藥。中医补助的方法是吃六味地黄丸（此补助只针对肾阴虚症状）或金匮肾气丸（针对肾阳虚）。针灸则是用银针点穴：肾经的复溜穴、肺经的经渠穴。

## 症状
肾虚的症状主要是：记忆力下降和减退，注意力不集中，精力不足，学习或工作效率降低；情绪失常（头晕，易怒，烦躁，焦虑，抑郁等）；
1.男子性功能和性欲降低，阳萎或举而不坚，遗精、滑精、早泄，不育；
2.女子乳房下垂、子宫发育不良（幼稚子宫），卵巢早衰闭经、月经不调，性欲减退，不孕等；
小便清长等；早衰健忘失眠，食欲不振，骨骼与关节疼痛，腰膝酸软，不耐疲劳、乏力，视力减退，听力衰减；脱发白发、头发脱落或须发早白，早秃，牙齿松动易落等；眼袋、黑眼圈，肤色晦暗无光泽，肤质粗糙、干燥，皱纹，色斑，中年暗疮，肌肤无弹性。

## 病因

### 中國傳統醫學觀點
中医认为，肾虚的主要原因是：
- 房事过度。
- 思虑忧郁，损伤心脾，导致病及阳明冲脉。
- 神情恐惧
- 忧思郁怒，导致肝脏损伤，伤及肾脏
- 湿热
- 饮食不当而且没有规律，营养单一。油腻食物、辛辣食物、吸烟饮酒过度等。

### 循證醫學的觀點
- 因害怕性行為過度會導致陰陽失調所致[10]

## 补肾
中医讲究“药食同源”，补肾主要是食疗，常用补肾食物是：山药、韭菜、黑芝麻、黑豆、枸杞子、海参、栗子、核桃、羊肉、芡实、鲈鱼、鸡蛋、黑米、猪肾、干贝。

## 循證醫學的觀點
腎虛被認為屬於文化結合症候群，或稱文化束縛精神症候群、文化有關特殊精神候群（culture—related specific psychiatric syndromes），即只存在於特定文化下的一種疾病或將疾病的症狀集结起來並賦予該文化的意義，患者會對精液的流失感到恐慌（因視其為人寶貴的精華），並因此存在焦慮及驚恐的情緒且產生軀體症狀，腎虛在現代醫學會被視為精神障礙，腎虛已被收錄在精神疾病診斷與統計手冊第四版（第五版則簡要提及）及ICD-10第五章附件二——文化特有的疾病中，並在ICD-10作出以下的描述：
急性焦慮和軀體症狀，如疲勞，肌肉疼痛，與男性和女性（也被認為能夠分泌精液）對精液損失的恐懼有關，據稱先兆包括過多的性交，排尿障礙，不平衡的身體體液和飲食，主要症狀為患者會排泄出白色的尿液，被解釋為精液流失。傳統補救措施集中在服用草藥以恢復精子或體液平衡。